# August Wilhelm Rabe von Pappenheim
August Wilhelm Rabe von Pappenheim (* 5. Oktober 1759 in Kassel; † 22. Januar 1826 in Paris) war Generalleutnant der Hessen-darmstädtischen Armee und landgräflicher Diplomat.

## Leben

### Herkunft und Familie
August Wilhelm Rabe von Pappenheim entstammte dem nordhessischen Adelsgeschlecht Rabe von Pappenheim und war der älteste Sohn des Hessen-Kasselschen Generalmajors Christoph Friedrich Rabe von Pappenheim (1713–1770) und dessen Gemahlin Florentine Sophie Anna Bos du Thil (1726–1796). Sein jüngerer Bruder Wilhelm Maximilian Rabe von Pappenheim (1764–1815) war Hofbeamter im Dienst des Königreichs Westphalens. Pappenheim war mit Helene Elisabeth Charlotte Lersner gen. von Syvertes (1779–1814) verheiratet. Aus der Ehe stammt der Sohn Emil (Gesandter in Paris) und die Tochter Cäcilie Antigone Luise (1801–1875).

### Wirken
August Wilhelm nahm nach der Immatrikulation an der Georg-August-Universität Göttingen im Jahre 1778 in einer hessischen Subsidienbrigade des Landgrafen Friedrich II. Hessen-Kassel auf der Seite Großbritanniens am Amerikanischen Unabhängigkeitskrieg teil. 1786 schlug er ein Angebot aus, seine militärische Karriere in Ostindien fortzusetzen.
1790 kam er als Major in die Dienste des Landgrafen und späteren Großherzogs Ludwig X. von Hessen-Darmstadt, stieg 1811 zum Generalleutnant à la suite auf und war Ludwigs wichtigster Diplomat.
1797 nahm er gemeinsam mit Christian von Gatzert am Kongress in Rastatt teil, wo er eine Verständigung mit den Franzosen empfahl. Gatzert, der eine andere Position einnahm, wurde während des Kongresses vom Landgrafen abgesetzt. Im Februar 1798 war er erstmals in diplomatischer Sondermission in Paris, um über Entschädigungen des Landgrafen für die seit 1790 an Frankreich abgetretenen Gebiete zu verhandeln. Die Verhandlungen verliefen erfolgreich. Im Februar 1799 folgte seine zweite diplomatische Mission in Paris. Mit großer Beharrlichkeit konnte er umfangreiche Entschädigungen für die Landgrafschaft erreichen, ohne dabei bindende Verpflichtungen mit Frankreich einzugehen. Nach dem Reichsdeputationshauptschluss vom 25. Februar 1803, der zur Angliederung des Herzogtums Westfalen an Hessen-Darmstadt führte, blieb Rabe von Pappenheim als bevollmächtigter Minister in Paris und hatte maßgeblichen Anteil an der Annäherung Hessen-Darmstadts an das napoleonische Frankreich.
1805 ließ er sich beurlauben, weil er in finanzielle Schwierigkeiten geraten war, die zu seinem Bankrott führten. Ursache hierfür waren nicht eingelöste Wechsel durch die Landeskasse. Im Gegensatz zu den Provisionen des Carl Ludwig von Barckhaus fielen Pappenheims Honorare niedrig aus. Im Januar 1806 folgte die Rückbeorderung nach Paris. Vorausgegangen war ein außenpolitischer Kurswechsel des Landgrafen. Wieder einmal gelang es ihm, durch zähe Verhandlungen dem zum Großherzogtum Hessen aufgestiegenen Hessen-Darmstadt einen Platz als vollwertiger Bündnispartner im Rheinbund zu sichern. Er genoss nicht nur das Ansehens des Kaisers Franz II. und der übrigen Diplomaten, sondern vor allem das des französischen Außenministers de Talleyrand. Nach der Niederlage Napoleons und dem Übergang Hessen-Darmstadts zu den Alliierten wurde er 1813 erneut abberufen. Von 1818 an vertrat er das Großherzogtum wieder in Paris. Er blieb bis zu seinem Tod in dem Amt als Diplomat.